# Nikita Djigourda
Pour les articles homonymes, voir Nikita.
Nikita Borissovitch Djigourda (en russe : Никита Борисович Джигурда, ukrainien : Нікiта Борисович Джигурда) est un acteur de cinéma et chanteur ukrainien né le 27 mars 1961, mari de Marina Anissina.

## Biographie
Fils de Boris Djigourda et Yadviga Kravtchouk, Nikita naît à Kiev. Il a deux frères, Sergueï (né en 1956) et Rouslan (né en 1969). Nikita pratique le sport dès son plus jeune âge. Il fait partie de l'équipe d'Ukraine de canoë et sera présenté candidat pour le titre de Maître émérite des sports de l'URSS. À la fin des études secondaires il s'inscrit à l'Institut de l'éducation physique de Kiev, qu'il abandonne un an plus tard pour suivre une formation à l'École d'art dramatique Boris Chtchoukine. Diplômé en 1987, il travaille au Nouveau théâtre dramatique de Moscou (ru), Théâtre dramatique Ruben Simonov (ru), Théâtre de la porte Nikitski (ru).
Djigourda se produit également comme chanteur et compte à son actif environ trente albums.
Son début cinématographique a lieu en 1987, dans le feuilleton télévisé Les Pierres blessées réalisé au Studio Dovjenko. L'artiste prête également sa voix aux personnages des dessins animés, films et jeux vidéo depuis 1990.

## Filmographie
- 1987 Les Pierres blessées (Раненые камни)
- 1988 Dissident (Диссидент)
- 1991 Derrière la dernière ligne (За последней чертой)
- 1991 Ivan Fedorov : André Kourbski
- 1991 Joyeux Noël à Paris (Счастливого рождества в Париже!)
- 1993 Vice (Винт)
- 1993 Superman malgré lui, ou Mutant érotique
- 1995 Sous le signe de Scorpion (Под знаком Скорпиона)
- 1995 Aimer à la russe (Любить по-русски)
- 1996 Ermak (Ермак) : Ivan Koltso
- 1996 Aimer à la russe 2 (Любить по-русски 2)
- 1999 Aimer à la russe 3: Le Gouverneur (Любить по-русски 3: Губернатор)
- 1999 Une chose subtile (Тонкая штучка)
- 2001 Une prière pour l'hetman Mazepa (Молитва о гетмане Мазепе) : Carl de Suède
- 2002 Celui qui regarde en bas (Смотрящий вниз)
- 2005 La Centrale de Vladimir (Владимирский централ)
- 2007 La Folie: Challenge et Affrontement (Безумие: Вызов и борьба)
- 2007 Quand les Dieux se sont endormis (Когда Боги уснули)
- 2011 Inspecter Cooper (Инспектор Купер)

## Doublage
- 1990 Comino («Комино») : plusieurs personnages
- 1994 Warcraft: Orcs and Humans : plusieurs personnages
- 1995 Polyphème, Acis et Galatée («Полифем, Акид и Галатея» inspiré d'Acis et Galatée) : Polyphème
- 2002 Serious Sam : Second Contact : Sam
- 2002 Warcraft III: Reign of Chaos : plusieurs personnages
- 2005 Vivisector: Beast Within : lion
- 2007 Niko, le petit renne : loup
- 2009 Tarass Boulba : le barbu
- 2011 Ronal le Barbare : fyrst Volcazar